# Mokhālefgāh
Mokhālefgāh (persiska: مخالفگاه) är en ort i Iran.   Den ligger i provinsen Khorasan, i den nordöstra delen av landet, 800 km öster om huvudstaden Teheran. Mokhālefgāh ligger 1 394 meter över havet och antalet invånare är 129.
Terrängen runt Mokhālefgāh är kuperad åt nordost, men åt sydväst är den bergig.Runt Mokhālefgāh är det ganska glesbefolkat, med 31 invånare per kvadratkilometer. Närmaste större samhälle är Pol Varzeh, 10,1 km sydost om Mokhālefgāh. Omgivningarna runt Mokhālefgāh är i huvudsak ett öppet busklandskap.